# Большое Никольское (Московская область)
Большое Никольское — деревня в Волоколамском районе Московской области России.
Относится к сельскому поселению Чисменское, до муниципальной реформы 2006 года относилась к Ждановскому сельскому округу. Население — 60 чел. (2010).

## Население
| 1852 | 1859 | 1926 | 2002 | 2006 | 2010 |
| ---- | ---- | ---- | ---- | ---- | ---- |
| 378  | ↘359 | ↗478 | ↘9   | ↘3   | ↗60  |

## Расположение
Деревня Большое Никольское расположена неподалёку от Новорижского шоссе примерно в 3 км к востоку от города Волоколамска. В деревне 4 улицы — Светлая, Солнечная, Школьная и Ягодная. Ближайшие населённые пункты — деревни Нелидово и Жданово. Связана автобусным сообщением с районным центром.

## Исторические сведения
На карте Московской губернии 1860 года Ф. Ф. Шуберта — деревня Никольская.
В «Списке населённых мест» 1862 года Никольское — казённая деревня 2-го стана Волоколамского уезда Московской губернии по правую сторону почтового Московского тракта (из Волоколамска), в 5 верстах от уездного города, при безымянном ручье, с 51 двором и 359 жителями (171 мужчина, 188 женщин).
По данным на 1890 год входила в состав Аннинской волости Волоколамского уезда.
В 1913 году — 80 дворов, земское училище и фабричная раздаточная контора.
По материалам Всесоюзной переписи населения 1926 года — центр Никольского сельсовета Аннинской волости, проживало 478 жителей (209 мужчин, 269 женщин), насчитывалось 98 хозяйств.
С 1929 года — населённый пункт в составе Волоколамского района Московской области.